# Afroamerikaner

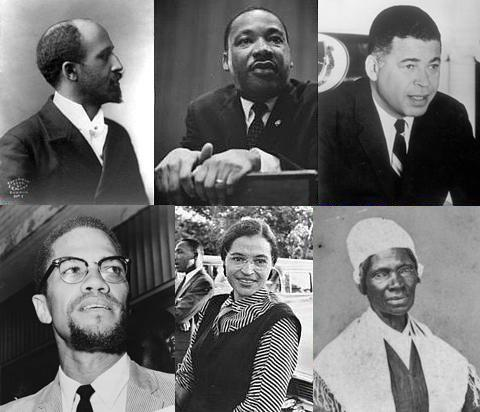
Ovan: W.E.B. Du Bois, Martin Luther King, Jr., Edward Brooke.
Nedan: Malcolm X, Rosa Parks, Sojourner Truth.

Afroamerikansk flagga

Louisiana och Mississippi har den högsta procentandelen afroamerikaner.

En afroamerikan eller afrikan-amerikan (efter engelskans African American) är en invånare i USA (och ibland övriga Amerika) med mörk hy och ursprung från Afrika. Begreppet afroamerikaner betecknar i allmänhet de invånare i USA som är ättlingar till de afrikaner som togs som slavar från Afrika till USA. Det finns idag knappt 37 miljoner afroamerikaner i USA, vilket motsvarar 12,3 procent av landets befolkning. Antalet slavar av afrikansk härkomst uppgick till närmare 4 miljoner när slaveriet i USA avskaffades på 1860-talet.

## Härkomst
I officiella sammanhang i USA har de invånare i landet som har afrikansk härstamning genom historien på engelska benämnts Negro (neger), Colored (färgad), Black (svart), Afro-American och numera African American. Notera även att begreppet/begreppen (framför allt i dagens USA) kan användas om personer med mer eller mindre "afrikanskt" utseende, oavsett börd. Således kan även personer som Barack Obama, som till hälften har afrikanskt ursprung, kallas – och kalla sig själva – African-Americans, trots att deras afrikanska härstamning med tiden ofta blivit mer eller mindre utspädd. Begreppet afroamerikaner betecknar dock i allmänhet de invånare i USA som är ättlingar till de afrikaner som togs som slavar från Afrika till USA.

## Historia
Se även afroamerikansk historia, transatlantiska slavhandeln och slaveri i USA.
De första afrikanerna i Brittiska Nordamerika kom till Jamestown 1619 som kontrakterade tjänare. Dessa hade samma rättsliga ställning som de fattiga brittiska människor som lånat pengar till överfarten till Amerika i utbyte mot flera års återbetalning i form av arbete. Afrikanerna hade samma rätt som fattiga vita att odla grödor och föda upp boskap för att få pengar till att köpa sin frihet från penningutlånarna. De bildade familj med i huvudsak andra afrikaner, men ibland även med ursprungsbefolkningen eller engelska bosättare.
Under 1640-talet och 1650-talet, ägde flera afrikanska familjer gårdar runt Jamestown, och några blev välbärgade med koloniala mått mätt. Tanken på en slav-baserad ekonomi blommade inte ut förrän på 1700-talet. Under 1770-talet fanns många afrikaner, både slavar och fria, på de upproriska engelska kolonisatörernas sida i frihetskriget mot britterna (den amerikanska revolutionen). Om kolonierna i Nordamerika hade fortsatt vara brittiska är det möjligt att slaveriet upphört tidigare; slaveriet i det brittiska imperiet upphörde tidigare än i USA. Omkring 1860 hade den atlantiska slavhandeln medfört att det fanns 3,5 miljoner förslavade afrikaner i USA. Det fanns dessutom 500 000 afrikaner i USA som var lika fria som de europeiska invandrarna.[källa behövs]
Det amerikanska inbördeskriget som bröt ut 1861 orsakades av en konflikt mellan nordstaterna och sydstaterna om slaveriet. Abolitionister i nordstaterna, som 1854 bildat republikanska partiet, motsatte sig hårt sydstaternas försökt att sprida slaveriet till de nya staterna i Västern. Högsta domstolen hade 1857 i "Dred Scott-fallet" ställt sig helt på sydstaternas sida genom att frånta kongressen möjligheten att förbjuda slaveri i delstater, med argumentet att slavar inte räknades som medborgare. Samtidigt hade ungefär 75 000 slavar flytt norrut via den underjordiska järnvägen under trettioårsperioden fram till inbördeskriget.
Afroamerikaners situation kom att förändras mycket under krigets fyra år. President Lincoln förklarade 1863 alla slavar i upproriska stater fria, och samma år skickade nordstatsarmén in afroamerikanska regementen i strid. Året 1865 förändrades också mycket för de svarta. Sydstaterna förlorade kriget och ockuperades, och ett tillägg som förbjöd slaveri lades till i konstitutionen, men det var även året Lincoln blev mördad. Åren efter skedde också betydande framgångar, men samtidigt motgångar. Afroamerikaner gavs medborgarskap och rösträtt, men Ku Klux Klan bildades. Den militära ockupationen drogs tillbaka från sydstaterna 1877, och genast därefter inleddes politiskt förtryck av de svarta. Dessa så kallade Jim Crow-lagar fanns i hela Södern, och de fick juridisk sanktion 1896 när USA:s högsta domstol godkände segregation på allmänna platser, vilket öppnade vägen för i princip totalt rasförtryck Många städer i USA var solnedgångstäder. De var städer som hade fördrivit afroamerikaner.[källa behövs]
Under 1900-talet bildades dock en rörelse som kämpade för svartas lika rättigheter. En grupp svarta intellektuella ledda av W.E.B. Du Bois bildade 1909 organisationen National Association for the Advancement of Colored People, som arbetade med att förbättra afroamerikaners utbildningsnivå och föra olika fall till domstol. Precis som inbördeskriget ledde även andra världskriget till stora förändringar, och i krigets slutskede sattes integrerade förband upp, samtidigt som segregation i militära anläggningar och transportmedel förbjöds. På hemmafronten förbjöds diskrimering i statlig anställning, och många svarta flyttade till stora städer i nordstater. Efter kriget ökade kraven på förändring, vilket 1954 resulterade i att segragation i skolväsendet dömdes vara grundlagsvidrigt. Året efter inleddes en framgångsrik bussbojkott som anses vara början på medborgarrättsrörelsen, och som fick både Rosa Parks och Martin Luther King att hamna i rampljuset. Först under 60-talet uppnåddes full jämlikhet med förbud mot all slags diskriminering och mot metoderna som i sydstaterna användes för att förvägra afroamerikaner rösträtten. Dock uppstod fortfarande problem för afroamerikaner efter detta. Många ansåg att förändringarna kom i för seg takt, och mer militanta organisationer som Black Panther Party och Black Muslims bildades. Flera våldsamma upplopp orsakade av afroamerikaners besvikelse och bitterhet har skett sedan dess. Nutida exempel på det är Black Lives Matter-rörelsen, som börjat i protest mot rasism och polisvåld mot svarta

## Demografi

### USA
| År   | Antal         | Andel av befolkningen | Antal afro- amerikanska slavar | Andel afro- amerikaner i slaveri |
| ---- | ------------- | --------------------- | ------------------------------ | -------------------------------- |
| 1790 | 757 208       | 19,3% (högst)         | 697 681                        | 92%                              |
| 1800 | 1 002 037     | 18,9%                 | 893 602                        | 89%                              |
| 1810 | 1 377 808     | 19,0%                 | 1 191 362                      | 86%                              |
| 1820 | 1 771 656     | 18,4%                 | 1 538 022                      | 87%                              |
| 1830 | 2 328 642     | 18,1%                 | 2 009 043                      | 86%                              |
| 1840 | 2 873 648     | 16,8%                 | 2 487 355                      | 87%                              |
| 1850 | 3 638 808     | 15,7%                 | 3 204 287                      | 88%                              |
| 1860 | 4 441 830     | 14,1%                 | 3 953 731                      | 89%                              |
| 1870 | 4 880 009     | 12,7%                 | –                              | –                                |
| 1880 | 6 580 793     | 13,1%                 | –                              | –                                |
| 1890 | 7 488 788     | 11,9%                 | –                              | –                                |
| 1900 | 8 833 994     | 11,6%                 | –                              | –                                |
| 1910 | 9 827 763     | 10,7%                 | –                              | –                                |
| 1920 | 10,5 miljoner | 9,9%                  | –                              | –                                |
| 1930 | 11,9 miljoner | 9,7% (lägst)          | –                              | –                                |
| 1940 | 12,9 miljoner | 9,8%                  | –                              | –                                |
| 1950 | 15,0 miljoner | 10,0%                 | –                              | –                                |
| 1960 | 18,9 miljoner | 10,5%                 | –                              | –                                |
| 1970 | 22,6 miljoner | 11,1%                 | –                              | –                                |
| 1980 | 26,5 miljoner | 11,7%                 | –                              | –                                |
| 1990 | 30,0 miljoner | 12,1%                 | –                              | –                                |
| 2000 | 36,6 miljoner | 12,3%                 | –                              | –                                |
| 2010 | 38,9 miljoner | 12,6%                 | –                              | –                                |

Källa: By Brittingham, Angela & de la Cruz, G. Patricia (2004) Ancestry 2000 